# عامر علوان
عامر علوان (1 يوليو 1957 – 4 يوليو 2023)مخرج وممثل سينمائي وممثل عراقي فرنسي. وقد اضطر علوان لتصوير فيلمه ”زمان، رجل من القصب“ على شريط فيديو، حيث أنه عندما كان العراق تحت عقوبات اقتصادية شديدة، لم تسمح الأمم المتحدة والولايات المتحدة للعراق باستيراد مخزون أفلام 35 و 16 مليمتر، لاعتقادهما أن المواد تحتوي على بعض المواد الكيميائية التي يمكن أن تستخدم لإنتاج أسلحة الدمار الشامل. لذا، قام بعد ذلك بتحويله إلى فيلم مقاس 35 ملم عندما عاد إلى باريس، حيث كان يعيش منذ عام 1980. كما واجه مشاكل في التعامل مع الرقابة الحكومية العراقية. عُرِض الفيلم في العديد من المهرجانات السينمائية في أوروبا وأمريكا اللاتينية، بالإضافة إلى الولايات المتحدة.
توفي علوان بعد صراع مع مرض السرطان في إيبون بفرنسا في 4 يوليو 2023 عن عمر يناهز 66 عامًا.

## فيلموغرافيا
- 2003 - زمان، الرجل من القصب (Zaman, l'homme des roseaux)

## الجوائز
- جائزة المواهب المستقبلية لمهرجان سان سيباستيان السينمائي الدولي لفيلم "زمان، الرجل من القصب"

## روابط خارجية
- عامر علوان في قاعدة بيانات الأفلام على الإنترنت
- "ZAMAN, the man who lives in the reeds", a film by Amer Alwan